# Commission pour l'abolition de l'esclavage
La commission pour l'abolition de l'esclavage est une commission, présidée par Victor Schœlcher, qui siège en 1848 pour préparer l'abolition de l'esclavage en France, en instaurant les nouvelles conditions concernant la citoyenneté et le travail des anciens esclaves, et réglant les conditions d'indemnisation.

## Travaux de la Commission
La Commission pour l'abolition de l'esclavage est créée par décret du 4 mars 1848. Elle a pour mission de « préparer, sous le plus bref délai, l'acte d'émancipation immédiate dans toutes les colonies de la République ». L'influence de son président, Victor Schœlcher, est prédominante dans les décisions qu'elle prend. La Commission siège du 6 mars au 21 juillet 1848. C'est à la suite des travaux de cette Commission que le gouvernement provisoire abolit définitivement l'esclavage le 27 avril 1848.

### État civil des esclaves
Le premier point que la Commission tranche est celui de l'immédiateté de l'émancipation des anciens esclaves . Elle s'accompagne du droit de vote pour ces nouveaux citoyens, auquel la plupart des membres de la Commission étaient d'abord opposés. Enfin, il faut attribuer un patronyme aux esclaves qui ne sont identifiés que par un nom d'usage et un numéro matricule. La Commission, par la voix d'Auguste-François Perrinon, suggère pour cela d'utiliser « un système de noms variés à l’infini par interversion des lettres de certains mots pris au hasard ». Les noms doivent être recensés par des officiers d'état civil, sur des « registres des nouveaux libres » en Guadeloupe, sur des « registres des actes d’individualité » en Martinique.

### Travail des anciens esclaves
Avec l'abolition de l'esclavage, les colons perdent une main d'œuvre gratuite. Ils souhaitent « imposer le travail libre aux nouveaux affranchis sous peine de travaux forcés », ce que la Commission refuse.

### Indemnisation des colons
Il s'agit de « concilier l'indépendance des esclaves avec les droits des anciens maîtres », pour lesquels l'abolition entraîne une perte financière. Pour Schœlcher, « si la France doit une indemnité pour cet état social qu'elle a toléré et qu'elle supprime, elle la doit bien sans doute à ceux qui ont souffert autant qu'à ceux qui en ont profité ».
Aucune indemnité n’est prévue pour les anciens esclaves, « Il leur avait été expliqué qu’ils avaient eu la chance d’avoir été libérés ».

## Membres
La composition de la Commission est arrêtée par le ministre de la Guerre, de la Marine et des Colonies, François Arago :
- Victor Schœlcher : président ;
- Mestro (directeur aux colonies)
- Auguste-François Perrinon (chef de bataillon d'artillerie de marine)
- Adolphe Ambroise Alexandre Gatine (avocat)
- Charles Jean-Baptiste Gaumont (ouvrier horloger)

Sont secrétaires de la Commission : Henri Wallon et Persin.